# Fútbol Club Politécnico
El Fútbol Club Politécnico, también conocido como FC Politécnico, es un equipo de fútbol profesional ubicado en la Ciudad de México; que compite en la Tercera División de México. A pesar de utilizar el nombre y los colores del Instituto Politécnico Nacional, el club no está de ninguna manera ligado a esa casa de estudios.
El martes 13 de septiembre de 2016 en un comunicado de prensa, el Instituto Politécnico Nacional declara que el FC Politécnico no tiene relación oficial alguna con la institución. Aclarando, además, del uso inapropiado de colores, nombre y mascota; llevando a la presentación de un juicio por propiedad intelectual con resolución a favor del IPN.

## Historia

### Antecedentes
El fútbol profesional del IPN dio inicio el 4 de septiembre de 1954, cuando se acepta la solicitud para que los representativos del Politécnico y de la UNAM (que habían acordado jugar como locales en el Estadio Olímpico Universitario) fueran admitidos como nuevos equipos del Distrito Federal en la Segunda División Profesional (hoy Ascenso MX).
El primer partido oficial de la escuadra del Politécnico se jugó el 12 de septiembre de 1954, contra los Fleteros de Anáhuac, en la cancha del Olímpico Universitario. El resultado fue adverso, el equipo guinda y blanco cayó por 3 a 2. Una primera derrota que debía ser olvidada pronto pues su segundo enfrentamiento tenía que ser contra los Pumas de la UNAM en lo que ya se consideraba un clásico.
El duelo estudiantil se jugó el 12 de octubre de 1954, hubo: porras, madrinas, ramos de flores y entusiasmo delirante de cerca de diez mil aficionados que presenciaron el partido. El encuentro terminaría empatado a un tanto. Ambas anotaciones cayeron en la primera mitad, primero por los politécnicos Emilio López clavó el primer tanto al minuto 30 y diez minutos más tarde la universidad igualó el marcador con gol de Erasmo Colombo. Una de las atracciones del partido fue la presencia en el ataque del Poli de Omar Fierro González, ex estrella de los Burros Blancos en el emparrillado.
Los equipos jugaron de la siguiente manera:
UNAM: Rafael Anaya; Carlos Migueles, José Luis Robles Glenn, Juan Solís; Juan Weber, Alfredo Echávarri; Alfredo Lama, Carlos Martín del Castillo, Erasmo Colombo, Cornelio Colorado, Ignacio “Sabú” Morales. D.T. Rodolfo Muñoz.
IPN: Castillo; Rattia, Téllez, Luis Servín; Pineda, Eduardo Salgado; Pablo Rubio, Ismael López Herrera, Omar Fierro, Leonardo Navarro, Aguirre. D.T. José Pizano.
Para el resto de la campaña (1954/55) el Politécnico tuvo escasas satisfacciones, ya que perdió casi todos sus encuentros y terminó ocupando el penúltimo lugar de la clasificación general, solo por encima de los Pumas. Lo bueno para el conjunto universitario es que no existía una división menor, sino, hubieran descendido. 
Para la temporada 1955/56 el Politécnico se muda formalmente a su nueva casa, el Parque Asturias, y con discreta participación los Burros Blancos quedaron a media tabla, en el noveno lugar, por debajo de los Pumas que terminaron en octavo. 
En la temporada 1956/57 el Politécnico logra llegar a la final de la Copa de la Segunda División de México la cual perdió 2 a 1 vs el San Sebastián de León. En esta temporada también sería la última participación del IPN en la Segunda División, ya que al finalizar el Politécnico y la UNAM pedirían a la liga ausentarse por un año para reestructurar sus equipos. Los Pumas volvieron un año más tarde, completamente renovados y el Politécnico, ya no regresaría. 
Si bien las causas de la deserción del Poli del fútbol profesional no son bien conocidas, un exjugador del equipo, Aurelio “El Alemán” Aguirre, ha declarado que esto ocurrió por decreto presidencial, aunado a que el director del IPN dejó de apoyar económicamente al club.
A pesar de todo el Politécnico siguió participando en el fútbol amateur donde vivió grandes momentos de gloria. El 31 de mayo de 1964 el IPN se coronó campeón del XXXI Campeonato Nacional de Fútbol Amateur “B”, al golear a su rival, Sonora, 7-1 en el Estadio "La Bombonera" de Toluca.
Al obtener el campeonato el Politécnico intento regresar a la Segunda División pero su solicitud fue rechazada.
Otro de los logros del IPN en el fútbol amateur fue ganar 6-2 al recién ascendido equipo del Cruz Azul en Jasso, Hidalgo.

#### Atletas Industriales
A finales de los 70's el Instituto Politécnico Nacional obtuvo brevemente la franquicia de Segunda División, Atletas Industriales, sin embargo el equipo no utilizó el mote, mascota o colores del IPN.
Posteriormente los industriales desaparecerían dejando su lugar a la UAQ.

### El surgimiento del equipo y primeros años
El equipo nace cuando un grupo de empresarios encabezados por el Ingeniero Raúl Milton Vargas (egresado del Politécnico) tenían la idea de formar un club de fútbol que represente la identidad pérdida del IPN en el fútbol profesional, en donde no se contaba con un equipo desde hace décadas, es así como el 16 de noviembre del año 2013 deciden formar la Asociación Civil FC Politécnico.
El FC Politécnico tuvo su primer torneo avalado por la Federación Mexicana de Fútbol (FMF) en la temporada 2014/15 de la Tercera División Profesional dentro del grupo 4, culminando las 34 jornadas en el lugar 15 con 5 victorias, 12 empates y 17 derrotas. Temporada que sirvió de prueba para la institución.
El 25 de abril del 2015 el equipo se presentó oficialmente con un partido amistoso celebrado en el Estadio Jesús Palillo Martínez de la Ciudad Deportiva Magdalena Mixhuca, en donde el conjunto del IPN con un tanto del jugador Daniel Olivares Sánchez se impuso 1 por 0 a los Pumas de la Universidad, de la misma categoría.
En la temporada 2015/16 el Politécnico cambió de grupo, emigrando al sector 7 de la Tercera División. Al finalizar la temporada el equipo culminó en la posición 14 con 12 victorias, 2 empates y 20 derrotas.

### Ingreso a la Segunda División y descenso
El 29 de febrero de 2016 se notificó (desde la Cámara de Comercio de la Ciudad de México) que a partir del Torneo Apertura 2016 el FC Politécnico pasa a formar parte de la Segunda División Premier tras adquirir la plaza de Zacatecas que había logrado el ascenso a esta categoría.
Durante el evento se contó con la presencia del exjugador de Águilas Blancas José Guzmán Vera, el exjugador de Pumas y padrino del equipo Manuel Negrete y el experimentado directivo José Antonio García, patrocinador oficial del evento con la prestigiada marca deportiva Garcis. 
Este nuevo proyecto los obligó a dejar la Ciudad de México y emigrar al estado de Morelos, siendo el Estadio Olímpico Oaxtepec-IMSS su nueva casa.
El 14 de abril de 2016 el Politécnico juega la primera jornada del torneo Apertura 2016, visitando al América Premier en las instalaciones del Nido Águila en Coapa. El partido terminaría con un 3 a 1 favorable para los Azulcrema, el gol del Poli fue realizado por Francisco Ochoa. 
El equipo haría su debut como local en la jornada posterior ante el Atlético Morelos, cayendo por 1 gol a 0. 
Conseguirían su primera victoria hasta la fecha 6 en el Olímpico de Oaxtepec contra Jaguares de Chiapas Premier con un solitario gol en la recta final del primer tiempo. 
Los Atómicos finalizan el torneo en el último lugar de la tabla del grupo tres, obteniendo un total de 10 puntos con un saldo de dos partidos ganados, cuatro empatados y nueve perdidos, complicando su posición en la tabla de cocientes para el siguiente torneo.
El Clausura 2017 empezaría de forma fatídica para el club, ya que durante sus primeros siete encuentros obtuvieron únicamente dos puntos, producto de un par de empates a un tanto ante Real Cuautitlán y Ocelotes de la UNACH, sin embargo, después de caer en el Clásico Estudiantil en la séptima jornada, el rendimiento del conjunto guindiblanco mejoró, llegando a hilar cinco cotejos seguidos sin perder. Esto le daba al equipo esperanzas de mantener la categoría, no obstante, conseguirían resultados poco favorables y negativos en las últimas jornadas del torneo.
Al correr la última jornada, la escuadra estudiantil aún tenía posibilidad de salvarse por medio de una victoria por diferencia de dos goles sobre el Puebla Premier. Además, su rival directo en el descenso, Sporting Canamy, tenía que perder ante el Atlético Morelos.
Aunque el Canamy perdió y el IPN ganó, la diferencia de goles necesaria no se consiguió, consumándose el descenso del equipo a la Serie "B" de la Segunda División el 15 de abril de 2017, no obstante, el club decidió abandonar la categoría y regresar a la Tercera División y a la Ciudad de México.

## Rivalidades

### Clásico Estudiantil
El Clásico Estudiantil o Poli-Pumas es un encuentro tradicional que inició en el fútbol americano colegial de México entre los selectivos del IPN y la UNAM, entre los cuales existe una histórica rivalidad.
La disputa más relevante entre ambas escuadras fue en los octavos de final del torneo de Copa de la Segunda División 1954/55, mismos que se definieron en tres partidos en el Parque Asturias. 
En el primer encuentro se impusieron los Pumas por 3 goles a 1, con anotaciones de Roberto Juárez, Juan Solís y Leobardo Murphy, mientras que Eduardo Salgado marco por los Burros Blancos.
En el segundo enfrentamiento los auriazules ampliarían la ventaja obtenida en el juego de ida con un gol de Valdespino y otro de Murphy, sin embargo, el IPN haría la hazaña y con 3 goles del “Caballito” Mendoza y uno más de Hernández, empatarían el marcador global, forzando a la realización de un tercer cotejo.
Al final, el Politécnico definiría con autoridad la última contienda, con tres anotaciones de Hernández, el “Mocho” López y Manuel Abúndez Guzmán en el primer tiempo y un extra de Valdespino en el segundo tiempo.
Dentro de esta rivalidad, cabe señalar al único jugador que vistió la camiseta de ambos equipos; Edmundo “El Poli” Pérez, quien inicialmente jugó para su alma mater, el Politécnico, y luego formaría parte del equipo de Pumas que lograría el ascenso a Primera División en 1962.

## Uniforme
- Uniforme local: Camiseta, pantalón y medias guinda.
- Uniforme visitante: Camiseta blanca, pantalón y medias guinda.

| Primer Uniforme | Segundo Uniforme |

### Uniformes anteriores
| 2018-2019       | 2018-2019        | 2018-2019 | 2018-2019 | 2018-2019 | 2018-2019 | 2018-2019 | 2018-2019 | 2018-2019 | 2018-2019 | 2018-2019 | 2018-2019 |
| --------------- | ---------------- | --------- | --------- | --------- | --------- | --------- | --------- | --------- | --------- | --------- | --------- |
| Primer Uniforme | Segundo Uniforme |           |           |           |           |           |           |           |           |           |           |
| 2016-2017       |                  |           |           |           |           |           |           |           |           |           |           |
| Primer Uniforme | Segundo Uniforme |           |           |           |           |           |           |           |           |           |           |
| 2015-2016       |                  |           |           |           |           |           |           |           |           |           |           |
| Primer Uniforme | Segundo Uniforme |           |           |           |           |           |           |           |           |           |           |
| 2014-2015       |                  |           |           |           |           |           |           |           |           |           |           |
| Primer Uniforme | Segundo Uniforme |           |           |           |           |           |           |           |           |           |           |

### Proveedores y Patrocinador
| Período       | Proveedor         | Patrocinador          |
| ------------- | ----------------- | --------------------- |
| 2015-2016     | Caruma Sports     | Ópticas Devlyn        |
| 2016          | Bandera de México | John´s 1x3            |
| 2016-2017     | Marca propia      | Fundación Politécnico |
| 2017-2018     | Bandera de México |                       |
| 2018-Presente | Spiro             | Melate Revancha       |

## Temporadas
| Temporada     | División           | Posición                   |
| ------------- | ------------------ | -------------------------- |
| Apertura 2016 | 3.Segunda Serie A  | 16o. Grupo III             |
| Clausura 2017 | 3.Segunda Serie A  | 11o. Grupo III ( Descenso) |
| 2017/2018     | 5.Tercera División | 15o. Grupo IV              |
| 2018/2019     | 5.Tercera División | 17o. Grupo IV              |
| 2019/2020     | 5.Tercera División | 17o. Grupo IV              |
| 2020/2021     | 5.Tercera División | 13o. Grupo IV              |

## Controversia
Con el nombramiento del Ing. Mario Alberto Rodríguez Casas como director general del Instituto Politécnico Nacional, cambiaría la idea negativa dentro del IPN de contar con un equipo de fútbol profesional. Ya que Rodríguez Casas mostró su interés por que éste cuente con un representativo en la Liga MX, aunque, aclaró que el instituto no tiene insumos necesarios para pagar un lugar dentro del máximo circuito del fútbol mexicano, por lo que el equipo tendrá que buscar por la vía deportiva su lugar en la Primera División.